# Mariene ecoregio Houtman
De Mariene ecoregio Houtman (211) (Engels: Houtman marine ecoregion) is een biogeografische regio en ligt in het oosten van de Indische Oceaan in de Mariene provincie West-Centraal Australisch Plat (58) in het Marien rijk Gematigd Australazië. De mariene ecoregio is vastgesteld door het World Wide Fund for Nature en The Nature Conservancy en is vernoemd naar de archipel Houtman Abrolhos.
In het noorden grenst het gebied aan de mariene ecoregio Shark Bay (210) en in het zuiden aan de mariene ecoregio Leeuwin (209).

## Geografie
De mariene ecoregio ligt in het oosten van de Indische Oceaan voor de westkust van Australië. Het gebied strekt zich uit van de plaats Kalbarri tot de stad Perth.
Door het gebied stromen de Leeuwinstroom en de West-Australische stroom.

## Biogeografie
Het gebied kent zeeleven dat houdt van gematigde temperaturen.